# Денисов Михайло Федорович
Михайло Федорович Денисов (нар. 28 лютого 1902, село Грузіно Новгородського повіту Новгородської губернії, тепер Чудовського району Новгородської області, Російська Федерація — 22 червня 1973, місто Москва) — радянський державний діяч, народний комісар хімічної промисловості СРСР. Кандидат у члени ЦК ВКП(б) у 1939—1952 роках.

## Життєпис
Народився в родині робітника Волховської порцеляно-фаянсової фабрики Новгородського повіту Новгородської губернії.
З 1920 по 1921 рік служив у Червоній армії.
У 1921—1923 роках — член фабричного комітету фабрики «Красный фарфорист».
У 1923—1926 роках — слухач робітничого факультету при Петроградському (Ленінградському) університеті.
Член ВКП(б) з 1926 року.
У 1926—1930 роках — студент Ленінградського хіміко-технологічного інституту.
У 1930—1932 роках — слухач Військово-технічної академії РСЧА в Ленінграді.
У 1932—1938 роках — ад'юнкт, викладач, начальник лабораторії Військової академії хімічного захисту РСЧА.
У 1938 році — начальник групи хімії Комітету оборони при РНК СРСР.
У листопаді 1938 — 24 січня 1939 року — заступник народного комісара важкої промисловості СРСР.
24 січня 1939 — 26 лютого 1942 року — народний комісар хімічної промисловості СРСР. У лютому 1941 року на XVIII-й партійній конференції був попереджений про можливе виведення з кандидатів у члени ЦК ВКП(б) і зняття з роботи.
26 лютого — липень 1942 року — заступник народного комісара хімічної промисловості СРСР.
У 1942—1945 роках — директор заводу № 151 Народного комісаріату хімічної промисловості СРСР в місті Ярославлі Ярославської області.
У 1945—1948 роках — начальник Головного управління гірничо-хімічної промисловості Народного комісаріату (Міністерства) хімічної промисловості СРСР.
У 1948—1952 роках — начальник Головного управління хіміко-фармацевтичної промисловості Міністерства охорони здоров'я СРСР.
У 1952—1956 роках — директор Державного союзного науково-дослідного інституту та експериментального заводу № 93 Міністерства хімічної промисловості СРСР.
З 1956 року — персональний пенсіонер союзного значення в Москві.
Помер 22 червня 1973 року в Москві. 

## Звання
- інженер-полковник

## Нагороди
- два ордени Леніна
- орден Червоного Прапора
- два ордени Червоної Зірки
- медаль «За оборону Москви»
- медаль «За бойові заслуги»
- медалі